# Satana likujusjtjij
Satana likujusjtjij (ryska: Сатана ликующий, fritt översatt Jublande Satan) är en rysk stumfilm i två delar från 1917, regisserad av Jakov Protazanov.
Filmen har inte överlevt i sin helhet, sluten saknas i båda delarna. En del av filmens textkort hade gått förlorade. De restaurerades tack vare hjälp Rolf Lindfors på Svenska Filminstitutets filmarkiv, som hittade filmens inskriptioner i den svenska filmcensurens arkiv. Det blev också känt att filmen totalförbjöds för visning 1919 av Statens biografbyrå.

## Rollista
- Pavel Pavlov – Pavel
- Aleksandr Tjabrov
- Natalja Lisenko
- Ivan Mosjoukine
- Vera Orlova – Inga